# Carol Bedö
Carol Bedö (ur. 13 grudnia 1930 w Aiudzie) – rumuński gimnastyk, uczestnik Igrzysk Olimpijskich w 1952 w Helsinkach. Na igrzyskach olimpijskich zajął 170. miejsce w wieloboju gimnastycznym.